# Mšené
Zámek Mšené stojí v obci Mšené-lázně v okrese Litoměřice. Vznikl renesanční přestavbou starší tvrze a dochovaná podoba pochází z novorenesančních úprav na konci dvacátého století. Zámek je chráněn jako kulturní památka.

## Historie
Přestože první písemná zmínka o Mšeném pochází již z roku 1262, tvrz zde založil některý z pánů z Illburka, jejichž rod vesnici získal na počátku patnáctého století. Je však možné, že Illburkové pouze přestavěli starší tvrz vladyků ze Mšeného. Posledním členem rodu Illburků, který zemřel roku 1538, byl Vilém z Illburka, ale je možné, že již před jeho smrtí Mšené získal Jan Zajíc z Hazmburka. V roce 1543 zdědili jeho majetek synové Václav, Mikuláš, Jiří a Kryštof. Poprvé zmíněnou tvrz se dvorem a dalšími vesnicemi na Budyňsku získal Jiří Zajíc z Hazmburka a panství mu patřilo až do smrti v roce 1580. Jiříkův syn mšenské panství zastavil a v roce 1599 prodal Janu Zbyňkovi Zajíci z Hazmburka a ten nechal tvrz přestavět na renesanční zámek.
Zadlužený Jan Zbyněk roku 1607 Mšené prodal za dvacet tisíc kop míšeňských grošů Janu Davidu Boryňovi ze Lhoty. Roku 1613 zdědili panství jeho synové, kteří si majetek v roce 1628 rozdělili a Mšené dostal Jan David Boryně ze Lhoty. Již po dvou letech vesnici koupil za 78 tisíc kop míšeňských grošů Jetřich Malovec z Malovic a na Kundraticích. Po něm majetek přešel na syny Maxmiliána Lva a Bohuslava Blažeje, po jehož smrti Mšené zůstalo vdově Zuzaně Heleně z Golče. Od ní panství roku 1681 koupil Karel Jakerdovský ze Sudlic. Dalšími majiteli byli baron Leopold Sauer (1705–1717), Martinicové a od roku 1765 hrabata Kinští ze Zlonic, kterým zámek zůstal až do roku 1866, kdy jej Oldřich Kinský prodal K. Mautnerovi. Ve druhé polovině devatenáctého století se ve vlastnictví zámku vystřídal ještě bankéř Brandeis, J. Kirpal a František Toman starší, který nechal zámek upravit v novorenesančním slohu.

## Stavební podoba
Podle vyobrazení zámku z devatenáctého století vznikla zámecká budova postupnými přístavbami, z nichž některé měly gotický charakter. Za Zajíců z Hazmburka vzniklo vysoké první patro se dvěma výstupky na krakorcích a Jan Zbyněk Zajíc nejspíše nechal vyzdobit první patro nástěnnými malbami. Kinští nechali roku 1798 přistavět jižní křídlo. V šedesátých letech devatenáctého století bylo zbořeno severní křídlo s nejstaršími stavebními fázemi a ve zbytku byly zřízeny byty. Dochovaná budova má novorenesanční štíty a rizality s letopočtem 1797 na průčelí.